# GR 7
El GR 7 és un sender de gran recorregut que transcorre l'est i sud-est de la península Ibèrica, des d'Andorra fins a l'estret de Gibraltar. Com a sender de gran recorregut està balisat amb senyals rojos i blancs. Es tracta del primer sender d'aquest tipus que es va senyalitzar a l'Estat espanyol (es va iniciar el 1974). Té un recorregut que discorre paral·lel a la línia de costa del Mediterrani, però allunyat de vora mar. Forma part del sender europeu E-4 (Tarifa-Esparta); després de creuar França i Andorra (en ambdós països també té la referència de GR 7), entra a Catalunya per La Farga de Moles, creua el Principat i continua pel País Valencià, Múrcia i Andalusia fins a arribar al cap de Tarifa, a prop d'Algesires on finalitza el recorregut. Està previst que un dia es trobe amb el GR 92 en eixe punt.

## Recorregut

### Catalunya
La Farga de Moles (Lleida) - Anserall - La Seu d'Urgell - la Bastida d'Hortons - Fórnols de Cadí - Tuixent - Coll de Port - La Coma - Sant Llorenç de Morunys - Lladurs – Olius - Solsona - el Miracle - Santuari de Pinós - Sant Pere Sallavinera- Mas del Tronc - Rubió - Bellprat - Pontils - Vallespinosa - Cabra del Camp - Miramar - Lilla (Montblanc) – Vilaverd - La Riba - Mont-ral - la Mussara - Arbolí - Puigcerver - Coll de la Teixeta - l'Argentera - Colldejou - Coll de Guix - Llaberia - Coll de Montalt - Tivissa – Rasquera - Benifallet - Paüls - Mont Caro - Casetes Velles - Refugi Font Ferrera (GR 8) - Ulldecona
- Informació detallada sobre el recorregut per Catalunya al web de la FEEC Arxivat 2007-05-27 a Wayback Machine., al de senderisme.info Arxivat 2007-10-11 a Wayback Machine. i al web de la FEDME

### País Valencià[1][2][3]
| Etapa                                              | Distància (km) |
| -------------------------------------------------- | -------------- |
| Fredes - El Boixar                                 | 6’7            |
| El Boixar - Vallibona                              | 14’5           |
| Vallibona - Morella                                | 17’3           |
| Morella - carretera de Castellfort                 | 10’4           |
| Carretera de Castellfort - Ares del Maestrat       | 15’4           |
| Ares del Maestrat - Culla                          | 18’9           |
| Culla - Vistabella del Maestrat                    | 19’9           |
| Vistabella del Maestrat - Sant Joan de Penyagolosa | 8’7            |
| Creuament GR 33                                    |                |
| Sant Joan de Penyagolosa - Vilafermosa             | 11’9           |
| Vilafermosa - San Vicente de Piedrahita            | 13’3           |
| San Vicente de Piedrahita - Montanejos             | 16’3           |
| Creuament GR 36                                    |                |
| Montanejos - Mas de Noguera                        | 19’8           |
| Mas de Noguera - Begís                             | 23’2           |
| Begís - Andilla                                    | 18’7           |
| Creuament GR 10                                    |                |
| Andilla - Xelva                                    | 28             |
| Xelva - Desviament los Visos                       | 17,6           |
| Desviament los Visos - Refugi las Lomas            | 14.8           |
| Refugi las Lomas - Cerro Simón                     | 31,1           |
| Cerro Simón - Campament de Tabarla                 | 17,1           |
| Campament de Tabarla - Cortes de Pallars           | 27,7           |
| Cortes de Pallars - Coll de Caroig                 | 30,6           |
| Coll de Caroig - Cases de Benalí                   | 23,7           |
| Cases de Benalí - Venta Boquilla                   | 19,6           |
| Venta Boquilla - Carretera CV-660                  | 22,3           |
| Carretera CV-660 - Carretera CV-81                 | 18,6           |
| Ctra. CV-81 - Bocairent                            | 20,8           |
| Bocairent - Alcoi                                  | 29,5           |
| Alcoi - Venta de los Cuernos                       | 16,9           |
| Venta de los Cuernos - Castalla                    | 13,2           |
| Castalla - Elda                                    | 21             |
| Elda - El Pinós                                    | 28,3           |

- Més informació a el web de la Generalitat Valenciana Arxivat 2008-09-08 a Wayback Machine. o a el web de la FEDME

### Regió de Múrcia
Torre de Rico (Jumilla) - Rambla de la Raja - Puerta de Jaime - Venta Román - Azujarejo - Cieza - Presa del Cárcavo - Pantano - Calasparra – Moratalla (La Puerta) - Cortijos de Somogil - Cortijo de la Risca - Ermita de S. Juan –Campo de S. Juan - Salinas del Zacatín - Calar de la Santa/El Sabinar – Rambla de la Rogativa - Ermita de la Rogativa - Pto. Alto - Cañada de la Cruz (Moratalla)
- Més informació a el web de la FEDME

### Andalusia
Cañada de la Cruz - Almaciles - Puebla de Don Fadrique (bifurcació en 2 ramals).
Ramal Nord: Puebla de Don Fadrique - Cazorla - Quesada - Jódar - Cambil - Alcalá la Real - Priego de Córdoba - Rute - Archidona - Villanueva del Trabuco - Villanueva del Gauche.
Ramal Sud: Puebla de Don Fadrique - Huéscar - Galera - Cúllar - Baza - Charches - Puerto de la Ragua - Bayárcal - Válor - Trevélez - Pitres - Lanjarón - Saleres - Alhama de Granada - Riogordo - Villanueva del Gauche.
Ambdós ramals es troben a Villanueva del Gauche i continua el seu itinerari: Antequera - Ardales - El Burgo - Arriate - Ronda - Ubrique - Castellar de la Frontera i Tarifa.
- Informació disponible a el web de la FEDME